# Movimento para o Progresso de Madagáscar
O Movimento para o Progresso de Madagáscar (MFM - Mpitolona ho an'ny Fandrosoan'i Madagasikara) é um partido político de Madagáscar, liderado por Manandafy Rakotonirina.

## História e ideologia
O partido foi fundado a 27 de dezembro de 1972 como Movimento para o Poder do Proletariado (MFM - Mpitolona ho amin'ny Fanjakana ny Madinika). Surgido na sequência da revolução de maio de 1972 e do Comité Comum de Luta (a comissão de coordenação dos comités de greve dos estudantes, professores, trabalhadores e jovens dos subúrbios), na altura oponha-se pela esquerda ao regime militar que havia tomado o poder nesse ano, defendendo um "Estado e uma economia dirigida pela massa proletária revolucionária"  e a "autogestão" dos trabalhadores. O partido foi ilegalizado em setembro de 1976, mas mais tarde aceitou integrar a Frente Nacional para a Defesa da Revolução (FNDR), a coligação de apoio ao regime de Didier Ratsiraka, mas regressou à oposição e foi parte do movimento que afastou Ratsiraka do poder em 1991. Também apoiou Marc Ravalomanana contra Ratsiraka nas eleições presidenciais de 2001, e incentivou Ravalomanana a não aceitar os primeiros resultados oficiais e, em vez disso, a proclamar-se presidente.
O partido converteu-se ao liberalismo e mudou de nome em 1990, sendo membro da Internacional Liberal desde 1994. Desde as eleições legislativas de 23 de setembro de 2007 que não tem representação parlamentar.

## Resultados eleitorais

### Legislativas
| Data | Votos   | %      | Assembleia Nacional Popular | Notas                                              |
| ---- | ------- | ------ | --------------------------- | -------------------------------------------------- |
| 1983 | 372.842 | 10,86% | 3 / 137                     | Só puderam participar partidos integrantes da FNDR |
| 1989 | 460.268 | 11,04% | 7 / 137                     | Só puderam participar partidos integrantes da FNDR |

| Data | Votos | % | Assembleia Nacional | Notas                                                          |
| ---- | ----- | - | ------------------- | -------------------------------------------------------------- |
| 1993 |       |   | 15 / 134            |                                                                |
| 1998 |       |   | 3 / 150             | Integrou uma coligação que teve 18,88% dos votos e 8 deputados |
| 2002 |       |   | 2 / 160             |                                                                |

### Presidenciais
| Data            | Votos   | %      | Notas                                 |
| --------------- | ------- | ------ | ------------------------------------- |
| 1989            | 891.161 | 19,33% | Candidatura de Manandafy Rakotonirina |
| 1992 (1ª volta) | 444.288 | 10,08% | Candidatura de Manandafy Rakotonirina |
| 2006            | 14.712  | 0,33%  | Candidatura de Manandafy Rakotonirina |